# Kalkeri, Sindgi
Kalkeri là một làng thuộc tehsil Sindgi, huyện Bijapur, bang Karnataka, Ấn Độ.